# Saison 2022 du Fever de l'Indiana
La saison 2022 du Fever de l'Indiana est la 23e saison de la franchise en WNBA.
Le 14 février 2022 et après plusieurs saisons décevantes depuis 2019, la franchise démet l'ancienne joueuse Tamika Catchings de ses fonctions de manageuse générale et la remplace par l'ancienne coach Lin Dunn.

## Draft
| Tour | Choix | Joueur                   | Poste | Nationalité | Provenance      |
| ---- | ----- | ------------------------ | ----- | ----------- | --------------- |
| 1    | 2     | NaLyssa Smith            | F     | États-Unis  | Baylor          |
| 1    | 4     | Emily Engstler           | F     | États-Unis  | Louisville      |
| 1    | 6     | Lexie Hull               | G     | États-Unis  | Stanford        |
| 1    | 10    | Queen Egbo               | C     | États-Unis  | Baylor          |
| 2    | 20    | Destanni Henderson       | G     | États-Unis  | Caroline du Sud |
| 3    | 25    | Meshya Williams-Holliday | C     | États-Unis  | Jackson State   |
| 3    | 34    | Ali Patberg              | G     | États-Unis  | Indiana         |

## Matchs

### Pré-saison
| Pré-saison Total: 1-1 (Domicile : 1-0; Extérieur : 0-1) |

| Match | Date match | Équipe   | Score    | Meilleur marqueur    | Meilleur rebondeur | Meilleur passeur       | Lieux Spectateurs         | Série |
| ----- | ---------- | -------- | -------- | -------------------- | ------------------ | ---------------------- | ------------------------- | ----- |
| 1     | 30 avril   | Chicago  | V 79-75  | Queen Egbo (15)      | Queen Egbo (10)    | Kelsey Mitchell (5)    | Gainbridge Fieldhouse N/A | 1 - 0 |
| 2     | 2 mai      | @ Dallas | D 89-101 | Kelsey Mitchell (22) | Queen Egbo (9)     | Destanni Henderson (6) | College Park Center N/A   | 1 - 0 |

### Saison régulière
| Saison régulière Total: 5-31 (Domicile : 3-15; Extérieur : 2-16) |

| Match | Date match | Équipe        | Score        | Meilleur marqueur       | Meilleur rebondeur  | Meilleur passeur        | Lieux Spectateurs                    | Série |
| ----- | ---------- | ------------- | ------------ | ----------------------- | ------------------- | ----------------------- | ------------------------------------ | ----- |
| 1     | 6 mai      | @ Washington  | D 70-84      | Kelsey Mitchell (18)    | NaLyssa Smith (13)  | Destanni Henderson (5)  | Entertainment and Sports Arena 4 200 | 0 - 1 |
| 2     | 8 mai      | Los Angeles   | D 77-87      | Destanni Henderson (19) | NaLyssa Smith (9)   | Kelsey Mitchell (7)     | Gainbridge Fieldhouse 1 456          | 0 - 2 |
| 3     | 10 mai     | Minnesota     | V 82-76      | Kelsey Mitchell (26)    | Queen Egbo (8)      | Crystal Dangerfield (6) | Gainbridge Fieldhouse 1 078          | 1 - 2 |
| 4     | 13 mai     | @ New York    | V 92-86 (OT) | Kelsey Mitchell (24)    | NaLyssa Smith (17)  | Queen Egbo (4)          | Barclays Center 3 289                | 2 - 2 |
| 5     | 15 mai     | Atlanta       | D 79-85      | Kelsey Mitchell (27)    | Queen Egbo (9)      | Mitchell, Robinson (4)  | Gainbridge Fieldhouse 1 745          | 2 - 3 |
| 6     | 17 mai     | Atlanta       | D 79-101     | Victoria Vivians (16)   | Emily Engstler (10) | Kelsey Mitchell (5)     | Gainbridge Fieldhouse 960            | 2 - 4 |
| 7     | 20 mai     | @ Connecticut | D 85-94      | Kelsey Mitchell (23)    | Queen Egbo (7)      | Danielle Robinson (6)   | Mohegan Sun Arena 4 428              | 2 - 5 |
| 8     | 22 mai     | Connecticut   | D 70-92      | Victoria Vivians (15)   | Queen Egbo (8)      | Kelsey Mitchell (5)     | Gainbridge Fieldhouse 2 612          | 2 - 6 |
| 9     | 24 mai     | @ Chicago     | D 90-95      | Kelsey Mitchell (25)    | Emily Engstler (13) | Engstler, Mitchell (4)  | Wintrust Arena 7 741                 | 2 - 7 |
| 10    | 27 mai     | Los Angeles   | V 101-96     | Kelsey Mitchell (22)    | Emily Engstler (9)  | Danielle Robinson (11)  | Indiana Farmers Coliseum 1 417       | 3 - 7 |
| 11    | 31 mai     | Washington    | D 75–87      | Kelsey Mitchell (26)    | Queen Egbo (10)     | Mitchell, Vivians (4)   | Indiana Farmers Coliseum 1 009       | 3 - 8 |

| Match | Date match | Équipe        | Score   | Meilleur marqueur    | Meilleur rebondeur | Meilleur passeur       | Lieux Spectateurs              | Série  |
| ----- | ---------- | ------------- | ------- | -------------------- | ------------------ | ---------------------- | ------------------------------ | ------ |
| 12    | 1er juin   | @ New York    | D 74–87 | Kelsey Mitchell (17) | Trois joueuses (6) | Trois joueuses (4)     | Barclays Center 4 079          | 3 - 9  |
| 13    | 5 juin     | @ Atlanta     | D 66–75 | Kelsey Mitchell (20) | Queen Egbo (8)     | Destanni Henderson (5) | Gateway Center Arena 3 000     | 3 - 10 |
| 14    | 8 juin     | @ Connecticut | D 69–88 | NaLyssa Smith (19)   | NaLyssa Smith (7)  | Kelsey Mitchell (5)    | Mohegan Sun Arena 4 088        | 3 - 11 |
| 15    | 10 juin    | New York      | D 83–97 | Kelsey Mitchell (23) | NaLyssa Smith (9)  | Mitchell, Vivians (4)  | Indiana Farmers Coliseum 1 393 | 3 - 12 |
| 16    | 12 juin    | @ Minnesota   | V 84–80 | NaLyssa Smith (21)   | NaLyssa Smith (14) | Danielle Robinson (6)  | Target Center 6 806            | 4 - 12 |
| 17    | 15 juin    | Phoenix       | D 80-93 | Kelsey Mitchell (26) | NaLyssa Smith (14) | Danielle Robinson (6)  | Indiana Farmers Coliseum 1 824 | 4 - 13 |
| 18    | 19 juin    | Chicago       | V 89–87 | NaLyssa Smith (26)   | NaLyssa Smith (11) | Kelsey Mitchell (9)    | Indiana Farmers Coliseum 1 706 | 5 - 13 |
| 19    | 23 juin    | @ Dallas      | D 68–94 | Kelsey Mitchell (22) | Queen Egbo (12)    | Danielle Robinson (5)  | College Park Center 2 791      | 5 - 14 |
| 20    | 27 juin    | @ Phoenix     | D 71–83 | Kelsey Mitchell (22) | NaLyssa Smith (10) | Mitchell, Robinson (4) | Footprint Center 5 044         | 5 - 15 |
| 21    | 29 juin    | @ Phoenix     | D 78–99 | Kelsey Mitchell (21) | Emily Engstler (8) | Kelsey Mitchell (5)    | Footprint Center 5 833         | 5 - 16 |

| Match                   | Date match  | Équipe        | Score   | Meilleur marqueur     | Meilleur rebondeur    | Meilleur passeur       | Lieux Spectateurs              | Série  |
| ----------------------- | ----------- | ------------- | ------- | --------------------- | --------------------- | ---------------------- | ------------------------------ | ------ |
| 22                      | 1er juillet | @ Seattle     | D 57–73 | Queen Egbo (14)       | Queen Egbo (12)       | Tiffany Mitchell (3)   | Climate Pledge Arena 8 565     | 5 - 17 |
| 23                      | 5 juillet   | Seattle       | D 73–95 | Kelsey Mitchell (21)  | Robinson, Vivians (6) | Danielle Robinson (4)  | Indiana Farmers Coliseum 2 585 | 5 - 18 |
| 24                      | 7 juillet   | Chicago       | D 84–93 | Kelsey Mitchell (27)  | NaLyssa Smith (11)    | Mitchell, Robinson (5) | Indiana Farmers Coliseum 1 839 | 5 - 19 |
| WNBA All-Star Game 2022 |             |               |         |                       |                       |                        |                                |        |
| 25                      | 13 juillet  | Connecticut   | D 81–89 | Kelsey Mitchell (21)  | NaLyssa Smith (13)    | Engstler, Vivians (4)  | Indiana Farmers Coliseum 3 212 | 5 - 20 |
| 26                      | 15 juillet  | Minnesota     | D 77–87 | Tiffany Mitchell (18) | NaLyssa Smith (9)     | Engstler, Mitchell (4) | Indiana Farmers Coliseum 1 530 | 5 - 21 |
| 27                      | 17 juillet  | @ Seattle     | D 65–81 | NaLyssa Smith (15)    | NaLyssa Smith (9)     | Robinson, Mitchell (4) | Climate Pledge Arena 9 970     | 5 - 22 |
| 28                      | 19 juillet  | @ Los Angeles | D 79–86 | Tiffany Mitchell (22) | Queen Egbo (9)        | Robinson, Mitchell (5) | Crypto.com Arena 5 478         | 5 - 23 |
| 29                      | 21 juillet  | @ Las Vegas   | D 77–90 | NaLyssa Smith (24)    | Queen Egbo (8)        | Kelsey Mitchell (7)    | Michelob Ultra Arena 5 737     | 5 - 24 |
| 30                      | 24 juillet  | Dallas        | D 86–96 | Kelsey Mitchell (34)  | Victoria Vivians (6)  | Kelsey Mitchell (6)    | Hinkle Fieldhouse 1 048        | 5 - 25 |
| 31                      | 29 juillet  | Las Vegas     | D 72–93 | Queen Egbo (13)       | NaLyssa Smith (10)    | Trois joueuses (4)     | Hinkle Fieldhouse 1 828        | 5 - 26 |
| 32                      | 31 juillet  | Las Vegas     | D 69–94 | NaLyssa Smith (18)    | NaLyssa Smith (13)    | Destanni Henderson (4) | Hinkle Fieldhouse 1 822        | 5 - 27 |

| Match | Date match | Équipe       | Score        | Meilleur marqueur     | Meilleur rebondeur | Meilleur passeur       | Lieux Spectateurs                    | Série  |
| ----- | ---------- | ------------ | ------------ | --------------------- | ------------------ | ---------------------- | ------------------------------------ | ------ |
| 33    | 3 août     | @ Atlanta    | D 81–91      | NaLyssa Smith (21)    | Emma Cannon (8)    | Victoria Vivians (6)   | Gateway Center Arena 2 071           | 5 - 28 |
| 34    | 6 août     | @ Dallas     | D 91–95 (OT) | Lexie Hull (17)       | Emma Cannon (8)    | Danielle Robinson (8)  | College Park Center 4 184            | 5 - 29 |
| 35    | 12 août    | Washington   | D 70–82      | Emily Engstler (18)   | Emma Cannon (8)    | Destanni Henderson (6) | Hinkle Fieldhouse 1 700              | 5 - 30 |
| 36    | 14 août    | @ Washington | D 83–95      | Tiffany Mitchell (18) | Trois joueuses (4) | Tiffany Mitchell (7)   | Entertainment and Sports Arena 4 200 | 5 - 31 |

### Confrontations en saison régulière
| Conférence Est | Conférence Est                           | Conférence Est                           | Conférence Est                           | Conférence Est                           | Conférence Ouest                         | Conférence Ouest                         | Conférence Ouest                         | Conférence Ouest                         | Conférence Ouest                         |
| Équipe         | Domicile                                 | Domicile                                 | Extérieur                                | Extérieur                                | Équipe                                   | Domicile                                 | Domicile                                 | Extérieur                                | Extérieur                                |
| -------------- | ---------------------------------------- | ---------------------------------------- | ---------------------------------------- | ---------------------------------------- | ---------------------------------------- | ---------------------------------------- | ---------------------------------------- | ---------------------------------------- | ---------------------------------------- |
| Atlanta        | 79-85                                    | 79-101                                   | 66-75                                    | 81-91                                    | Dallas                                   | 86-96                                    |                                          | 68-94                                    | 91-95                                    |
| Chicago        | 89-87                                    | 84-93                                    | 90-95                                    |                                          | Las Vegas                                | 72-93                                    | 69-94                                    | 77-90                                    |                                          |
| Connecticut    | 70-92                                    | 81-89                                    | 85-94                                    | 69-88                                    | Los Angeles                              | 77-87                                    | 101-96                                   | 79-86                                    |                                          |
|                |                                          |                                          |                                          |                                          | Minnesota                                | 82-76                                    | 77-87                                    | 84-80                                    |                                          |
| New York       | 83-97                                    |                                          | 92-86                                    | 74-87                                    | Phoenix                                  | 80-93                                    |                                          | 71-83                                    | 78-99                                    |
| Washington     | 75-87                                    | 70-82                                    | 70-84                                    | 83-95                                    | Seattle                                  | 73-95                                    |                                          | 57-73                                    | 65-81                                    |
| Conférence     | 2-16 (Domicile : 1-8; Extérieur : 1-8)   | 2-16 (Domicile : 1-8; Extérieur : 1-8)   | 2-16 (Domicile : 1-8; Extérieur : 1-8)   | 2-16 (Domicile : 1-8; Extérieur : 1-8)   | Conférence                               | 3-15 (Domicile : 2-7; Extérieur : 1-8)   | 3-15 (Domicile : 2-7; Extérieur : 1-8)   | 3-15 (Domicile : 2-7; Extérieur : 1-8)   | 3-15 (Domicile : 2-7; Extérieur : 1-8)   |
| Total          | 5-31 (Domicile : 3-15; Extérieur : 2-16) | 5-31 (Domicile : 3-15; Extérieur : 2-16) | 5-31 (Domicile : 3-15; Extérieur : 2-16) | 5-31 (Domicile : 3-15; Extérieur : 2-16) | 5-31 (Domicile : 3-15; Extérieur : 2-16) | 5-31 (Domicile : 3-15; Extérieur : 2-16) | 5-31 (Domicile : 3-15; Extérieur : 2-16) | 5-31 (Domicile : 3-15; Extérieur : 2-16) | 5-31 (Domicile : 3-15; Extérieur : 2-16) |

## Classements
| Classement | Classement                | Classement | Classement | Classement | Classement | Classement | Classement |
| No         | Franchise                 | Vic.       | Def.       | MJ         | V/D        | GB         |            |
| ---------- | ------------------------- | ---------- | ---------- | ---------- | ---------- | ---------- | ---------- |
| 1          | x - Aces de Las Vegas     | 26         | 10         | 36         | .722       | -          |            |
| 2          | x - Sky de Chicago        | 26         | 10         | 36         | .722       | -          |            |
| 3          | x - Sun du Connecticut    | 25         | 11         | 36         | .694       | 1          |            |
| 4          | x - Storm de Seattle      | 22         | 14         | 36         | .611       | 4          |            |
| 5          | x - Mystics de Washington | 22         | 14         | 36         | .611       | 4          |            |
| 6          | x - Wings de Dallas       | 18         | 18         | 36         | .500       | 8          |            |
| 7          | x - Liberty de New York   | 16         | 20         | 36         | .444       | 10         |            |
| 8          | x - Mercury de Phoenix    | 15         | 21         | 36         | .417       | 11         |            |
|            |                           |            |            |            |            |            |            |
| 9          | o - Lynx du Minnesota     | 14         | 22         | 36         | .389       | 12         |            |
| 10         | o - Dream d'Atlanta       | 14         | 22         | 36         | .389       | 12         |            |
| 11         | o - Sparks de Los Angeles | 13         | 23         | 36         | .361       | 13         |            |
| 12         | o - Fever de l'Indiana    | 5          | 31         | 36         | .139       | 21         |            |

| 1 | Sky de Chicago        | 9 | 1 | 10 | +82 |
| 2 | Liberty de New York   | 6 | 4 | 10 | -4  |
| 3 | Sun du Connecticut    | 5 | 5 | 10 | +37 |
| 4 | Mystics de Washington | 5 | 5 | 10 | +17 |
| 5 | Dream d'Atlanta       | 3 | 7 | 10 | -49 |
| 6 | Fever de l'Indiana    | 2 | 8 | 10 | -83 |